# Мњишек на Попраду
Мњишек на Попраду (слч. Mníšek nad Popradom) насељено је мјесто са административним статусом сеоске општине (слч. obec) у округу Стара Љубовња, у Прешовском крају, Словачка Република.

## Становништво
| Година:    | 1994. | 2004.   | 2014.   | 2024.   |
| ---------- | ----- | ------- | ------- | ------- |
| Број људи: | 664   | 682     | 647     | 592     |
| Разлика:   |       | +2,71 % | -5,13 % | -8,50 % |

| Година:    | 2023. | 2024.   |
| ---------- | ----- | ------- |
| Број људи: | 596   | 592     |
| Разлика:   |       | -0,67 % |

Према подацима о броју становника из 2024. године насеље је имало 592 становника.